# 松本将太
松本 将太（まつもとしょうた、1989年3月14日 - ）は、茨城県出身の日本のベーシスト。

## 来歴・人物
19歳で上京後現在に至るまでさまざまなアーティストのサポートで活動。東京を拠点に活動するオルタナティヴ・ロックバンド NEIRRA メンバーとしてニューヨーク、韓国、台湾など海外ツアーを成功させる。また、ヒップホップバンド P.O.P のメンバーとして『ポケットモンスター』や『シナぷしゅ』の楽曲制作に参加。ベースプレイ以外に、作曲、編曲、レコーディング・エンジニアとしても活動。

## 演奏
- 松井珠理奈、廣瀬友祐、MACO、Okajimahal、駿河太郎、Sleepy Dog

## 制作
- FMヨコハマ　沖縄チャンプルーカーニバル　テーマソング作曲
- BSフジ 「WORLD SURF JOURNEY〜Shimanto・Japan〜」楽曲制作
- 『NEW ORDER』プロモーション曲 『That thing you do/THE BAWDIES』REC.MIX担当